# Waiting at the Church
Waiting at the Church er en amerikansk stumfilm fra 1906 af Edwin S. Porter.

## Medvirkende
- Vesta Victoria - Vesta
- Alec B. Francis